# 江浙等处行中书省

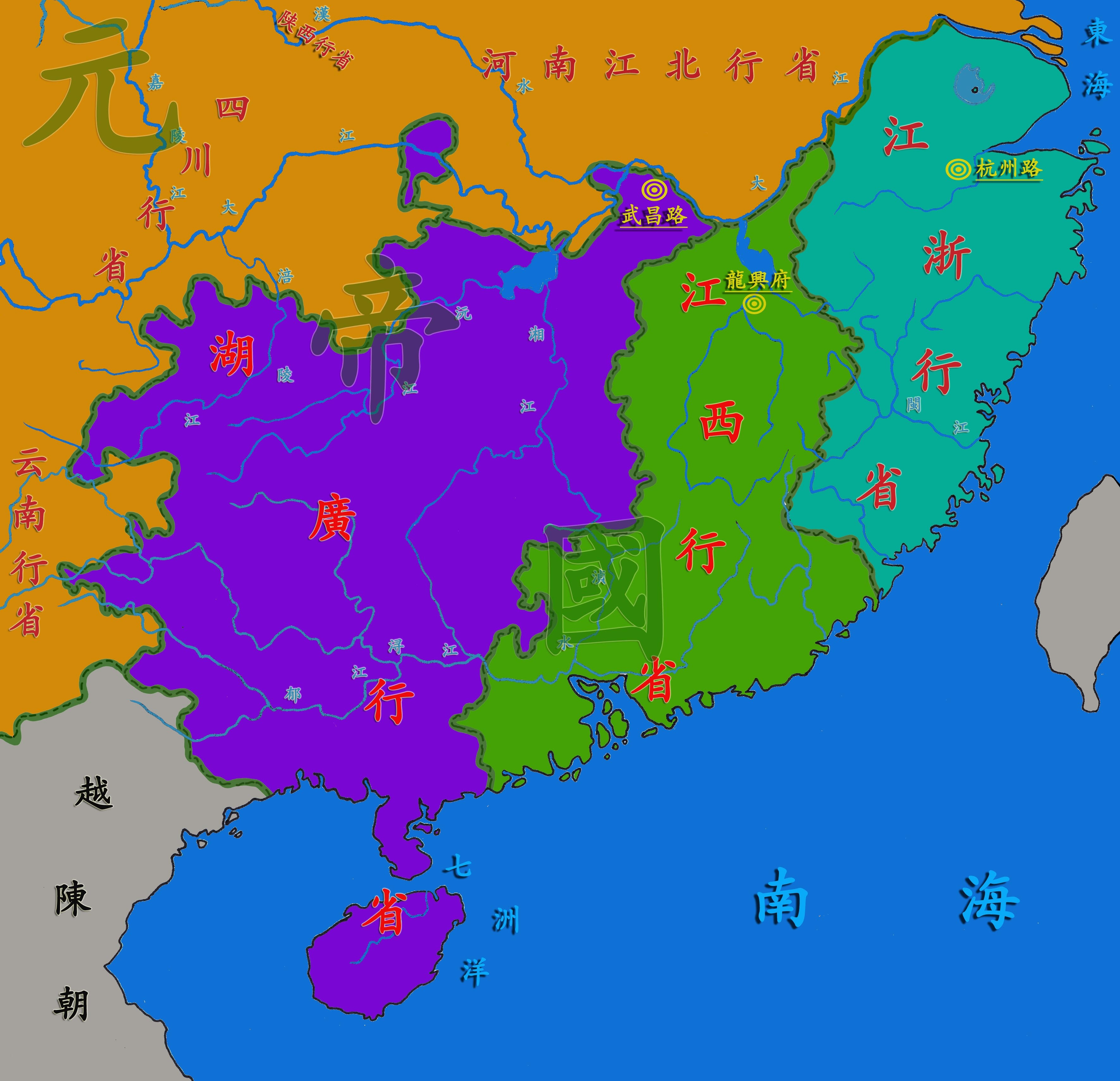
元朝江浙行省

江浙等处行中书省，简称江浙行省，是直属元朝中央政府的一级行政区。
至元十三年（1276年）元军攻占南宋都城临安府（在今杭州市），俘5岁的南宋皇帝宋恭帝。此时的南宋几乎全境已纳入大元版图，元朝在南宋的核心地区置江淮等处行中书省，统两淮（淮南东路、淮南西路）、两浙（两浙东路、两浙西路）地。省会治于原淮南东路首府扬州。
至元二十一年（1284年），以地理民事非便，徙省治于杭州。至元二十二年（1285年），割江北扬州等地隶河南江北行中书省，改曰江浙行省。此为元史卷九十一原文所载。原江淮行省江北部分，自此至元亡（1368年）都属于河南江北等处行中书省。
至元二十三年（1286年），福建等处行中书省并入江浙行省。辖境包括今江苏南部、安徽南部，浙江、福建二省全境及江西部分地区。
江浙行中书省为元朝的11个行中书省之一，辖境包括今长江以南之江苏南部、安徽南部、浙江、福建全省江西東北部及上海。统有杭州路等三十路，江阴州等二十一州及松江府一府。福建泉州的澎湖寨巡检司也隶属于江浙行省。今江苏、安徽江北地区隶属于河南江北等处行中书省管辖。

## 行政区划
下辖路三十、府一、州二，屬州二十六，屬縣一百四十三。附郭县加粗。

### 江南浙西道
杭州路（江南浙西道肅政廉訪司治所）
上。唐为杭州（余杭郡），南宋时为临安府。至元十三年（1276年）立两浙都督府，又改安抚司。二十一年自扬州迁江淮行省来杭州，改名为江浙行省。
- 左、右录事司
- 领县七：钱塘上、仁和上、余杭中、临安中、新城中、於潜、昌化中
- 海宁州中，原盐官县，元贞元年（1295年）升为盐官州，天历二年（1329年）改名海宁州

湖州路
上。唐为湖州（吴兴郡）南宋时为安吉州，至元十三年升为湖州路。
- 录事司
- 领县五：乌程上、归安上、安吉中、德清中、武康中
- 长兴州中，原长兴县，元贞元年升为州

嘉兴路
上。唐为嘉兴县，南宋时为嘉兴府，至元十三年升为嘉兴路。
- 录事司
- 领县一：嘉兴上
- 海盐州中，原海盐县，元贞元年升为州
- 崇德州中，原崇德县，元贞元年升为州

平江路
上。唐为苏州（吴郡），南宋时为平江府，至元十三年升为平江路。
- 录事司
- 领县二：吴上、长洲上
- 崑山州中，原崑山县，元贞元年升为州
- 常熟州中，原常熟县，元贞元年升为州
- 吴江州中，原吴江县，元贞元年升为州
- 嘉定州中，原嘉定县，元贞元年升为州

常州路
上。唐为常州（晋陵郡），宋为常州，至元十四年升为常州路。
- 录事司
- 领县二：晋陵中、武进中
- 宜兴州中，原义兴县，宋避赵光义讳改宜兴县，至元十五年升宜兴府，二十年仍为县。二十一年复升为府，隶宜兴县。元贞元年府县俱废，置宜兴州
- 无锡州中，原无锡县，元贞元年升为州

镇江路
下。唐为润州（丹阳郡、镇海军），北宋设镇江府，至元十三年升为镇江路。
- 录事司
- 领县三：丹徒中、丹阳中、金坛中

建德路
上。唐为睦州（严州、新定郡），南宋升建德府，至元十三年改建德府安抚司，十四年改为建德路。
- 录事司
- 领县六：建德中、淳安中、遂安下、桐庐中、分水中、寿昌中

直隶府州
- 松江府
  - 唐属苏州，宋属秀州，至元十四年升为华亭府，十五年改松江府。
  - 领县二：华亭上、上海上，原华亭县地，至元二十七年置
- 江阴州
  - 上。唐为暨州，后为江阴县，隶常州，至元十四年升为江阴路总管府，后降为江阴州。

### 浙东道
浙东道宣慰司都元帅府原治婺州，大德六年（1302年）移治庆元。
庆元路（浙东道宣慰司都元帅府治所）
上。唐为鄞州（明州、余姚郡），宋升为庆元府，至元十三年改置宣慰司，十四年改为庆元路总管府。
- 录事司
- 领县四：鄞上、象山中、慈溪中、定海中
- 奉化州下，原奉化县，元贞元年升为州
- 昌国州下，原昌国县，至元十四年升为州

衢州路
上。原为衢州（信安郡），至元十三年改为衢州路总管府。
- 录事司
- 领县五：西安中，原信安，唐咸通年间改为西安、龙游上、江山下、常山下，宋改名信安，元复名、开化中

婺州路（浙东海右道肃政廉访司治所）
上。唐为婺州（东阳郡），宋设保宁军，至元十三年改婺州路。
- 录事司
- 领县六：金华上、东阳上、义乌上、永康中、武义中、浦江中
- 兰溪州下，唐置兰溪县，元贞元年升为州

绍兴路
上。唐为越州（会稽郡），宋为绍兴府，至元十三年改为绍兴路。
- 录事司
- 领县六：山阴上、会稽中、上虞上、萧山中、嵊上、新昌中
- 余姚州下，原余姚县，元贞元年升为州
- 诸暨州下，原诸暨县，元贞元年升为州

温州路
上。唐初为东嘉州，后改温州（永嘉郡），宋升为瑞安府，至元十三年置温州路。
- 录事司
- 领县二：永嘉上、乐清下
- 瑞安州下，原瑞安县，元贞元年升为州
- 平阳州下，原平阳县，元贞元年升为州

台州路
上。唐初为海州，后改台州（临海郡、德化军），至元十三年置安抚司，十四年改台州路总管府。
- 录事司
- 领县四：临海上、仙居上、宁海上、天台中
- 黄岩州下，原黄岩县，元贞元年升为州

处州路
上。唐初为括州，后改处州（缙云郡），至元十三年立处州路总管府。
- 录事司
- 领县七：丽水中、龙泉中、松阳中、遂昌中、青田中、缙云中、庆元中

### 江东建康道
寧国路（江东建康道肃政廉访司治所）
上。唐为宣州（宣城郡、宁国军），宋升为宁国府，至元十四年升为宁国路总管府。
- 录事司
- 领县六：宣城上、南陵中、泾中、宁国中、旌德中、太平中

徽州路
上。唐为歙州（新安郡），宋改为徽州，至元十四年升徽州路。
- 录事司
- 领县五：歙上、休宁中、祈门中、黟下、绩溪中
- 婺源州下，原婺源县，元贞元年升为州

饶州路
上。唐为饶州（鄱阳郡），至元十四年升为饶州路总管府。
- 录事司
- 领县三：鄱阳上、德兴上、安仁中
- 余干州下，原余干县，元贞元年升为州
- 浮梁州下，原浮梁县，元贞元年升为州
- 乐平州下，原乐平县，元贞元年升为州

集庆路（江南诸道行御史台治所）
上。唐初为白下县，隶润州，貞觀九年（635年）复名江宁，至德二载（757年）置江宁郡，后改为升州，杨吴时改金陵府，南唐改江宁府，北宋时降为升州，南宋改建康府作为行都，至元十四年升建康路，天历二年改集庆路。
- 录事司
- 领县三：上元中、江宁中、句容中
- 溧水州中，原溧水县，元贞元年升为州
- 溧阳州中，原溧阳县，至元十六年升为溧阳路，二十七年降为县，元贞元年升为州

太平路
下。唐为南豫州，宋为太平州，至元十四年升为太平路。
- 录事司
- 领县三：当涂中、芜湖中、繁昌下

池州路
下。唐初以秋浦县置池州，贞观元年（627年）废，秋浦县隶宣州，永泰元年（765年）复置池州，宋为太平州，至元十四年升为池州路。
- 录事司
- 领县六：贵池下，原秋浦县，杨吴更名、青阳下、建德下、铜陵下、石埭中、束流下

信州路
上。原属衢、饶、抚、建四州之地，唐乾元元年（758年）置信州，至元十四年升为信州路。
- 录事司
- 领县五：上饶上、玉山中、弋阳中、贵溪中、永丰中

广德路
下。原绥安县，后改为广德县，宋为广德军，至元十四年升为广德路。
- 录事司
- 领县二：广德中、建平中

直隶州
- 铅山州
  - 南唐保大十一年（953年），析弋阳、上饶二县置铅山县，至元二十九年升为铅山州。

### 福建道
元世祖至元十四年（1277年），设置泉州行宣慰司，治泉州，辖境相当今福建省。十五年（1278年），改泉州行宣慰司为泉州行中书省。十七年（1280年），置福建等处行中书省，治福州；同年五月，泉州行省并入福建行省，同时福建行省迁治泉州；同年七月，江西等处行中书省并入福建行省，置江西道宣慰司，福建行省又迁治隆兴（今南昌）。十八年（1281年），还治福州；同年十月前，复设泉州行省。十九年（1282年），泉州行省并入福建行省，福建行省还治泉州；同年，罢江西宣慰司，复设江西行省。二十年（1283年）三月，还治福州。二十一年（1284年）二月，复设泉州行省；同年九月，泉州行省并入福建行省。二十二年（1285年），福建行省并入江西行省，置福建道宣慰司。二十三年（1286年），复置福建行省，旋即并入江浙等处行中书省。二十五年（1288年），复置福建行省。二十八年（1291年），福建行省并入江西行省，置福建道宣慰司；二十九年（1292年），复置福建行省，治福州。元成宗大德元年（1297年），为谋图攻占琉求（今台湾岛），改称福建平海等处行中书省，移治泉州。三年（1299年），福建行省并入江浙行省，置福建道宣慰司。元顺帝至正十六年（1356年），恢复福建等处行中书省。
福州路（福建道宣慰司都元帅府、福建闽海道肃政廉访司治所）
上。原为闽州，开元十三年改为福州，后曾改为长乐郡、威武军，北宋为福建路，至元十五年改为福州路。
- 录事司
- 领县九：闽中、侯官[註 2]中、怀安中、古田上、闽清中、长乐中、连江中、罗源中、永福中
- 福清州下，武周圣历二年（699年）析长乐县置万安县，天宝元年（742年）改名为福唐县，后梁开平二年（908年）改为永昌县，后唐同光元年（923年）复名福唐县，闽龙启元年（933年）改为福清县，元贞元年升为州
- 福宁州上，原长溪县，至元二十三年升为州
  - 领县二：宁德中、福安中

建寧路
泉州路
兴化路
邵武路
延平路
汀州路
漳州路